# Intermediäre Instanzen
Intermediäre Instanzen sind all die politischen Akteure, die als Bindeglieder die Gesellschaft an sich mit dem politischen System verbinden. Dazu zählen unter anderem:
- Parteien
- Medien
- Bibliotheken
- Nichtregierungsorganisationen
- Gewerkschaften
- Jugendverbände
- sonstige Interessenverbände

Intermediäre Instanzen tragen zur Integration der Bürger in das politische System bei. Dabei werden zum einen Bürger informiert (z. B. über Medien), erhalten aber auch die Möglichkeit, sich aktiv zu beteiligen (z. B. durch eine Partei).
Ohne intermediäre Instanzen würde kein politische Willensbildungsprozess stattfinden können (vgl. Fritz Scharpf).